# Eclipse lunar de agosto de 2007
| Eclipse Lunar Total del 10 de agosto, de 2007                       | Eclipse Lunar Total del 10 de agosto, de 2007 |
| ------------------------------------------------------------------- | --------------------------------------------- |
| Previo                                                              | Eclipse \| Eclipse total \| Saros             |
| Posterior                                                           | Eclipse \| Eclipse total \| Saros             |
| Eclipse lunar total a las 9:48 UTC en Wollongong, Australia         |                                               |
| La trayectoria de la luna a través de la sombra de la Tierra.       |                                               |
| Gamma                                                               | -0.2145                                       |
| Magnitud                                                            | -1.481                                        |
| Saros                                                               | 128 (40 de 71)                                |
| Duración (hr:mn:sc)                                                 |                                               |
| Total                                                               | 1:30:46                                       |
| Parcial                                                             | 3:32:54                                       |
| Penumbral                                                           | 5:30:18                                       |
| Contactos                                                           |                                               |
| P1                                                                  | 7:52:11 UTC                                   |
| U1                                                                  | 8:50:57 UTC                                   |
| U2                                                                  | 9:52:00 UTC                                   |
| Máximo                                                              | 10:37:22 UTC                                  |
| U3                                                                  | 11:22:45 UTC                                  |
| U4                                                                  | 12:23:50 UTC                                  |
| P4                                                                  | 13:22:29 UTC                                  |
| Eclipse a través del nodo ascendente de la constelación de Acuario. |                                               |

Este eclipse total lunar se produjo el 28 de agosto de 2007 y duró poco más de 90 minutos. La Luna entró en la penumbra de la Tierra a las en 07:53:39 UTC. La primera fase parcial comenzó a las 08:51:16 GMT cuando entró a la umbra de la Tierra. La penumbra salió a las 13:21:02 UTC.

## Visibilidad

### Mapa
El siguiente mapa muestra las regiones desde las cuales fue posible ver el eclipse. En gris, las zonas que no observaron el eclipse; en blanco, las que si lo presenciaron; y en celeste, las regiones que pudieron ver el eclipse durante la salida o puesta de la Luna.

### Perspectiva de la Luna
| Este punto de vista simulada de la tierra desde el centro de la Luna durante el eclipse lunar muestra donde el eclipse es visible en la tierra. |

## Galería
| Oregón. |

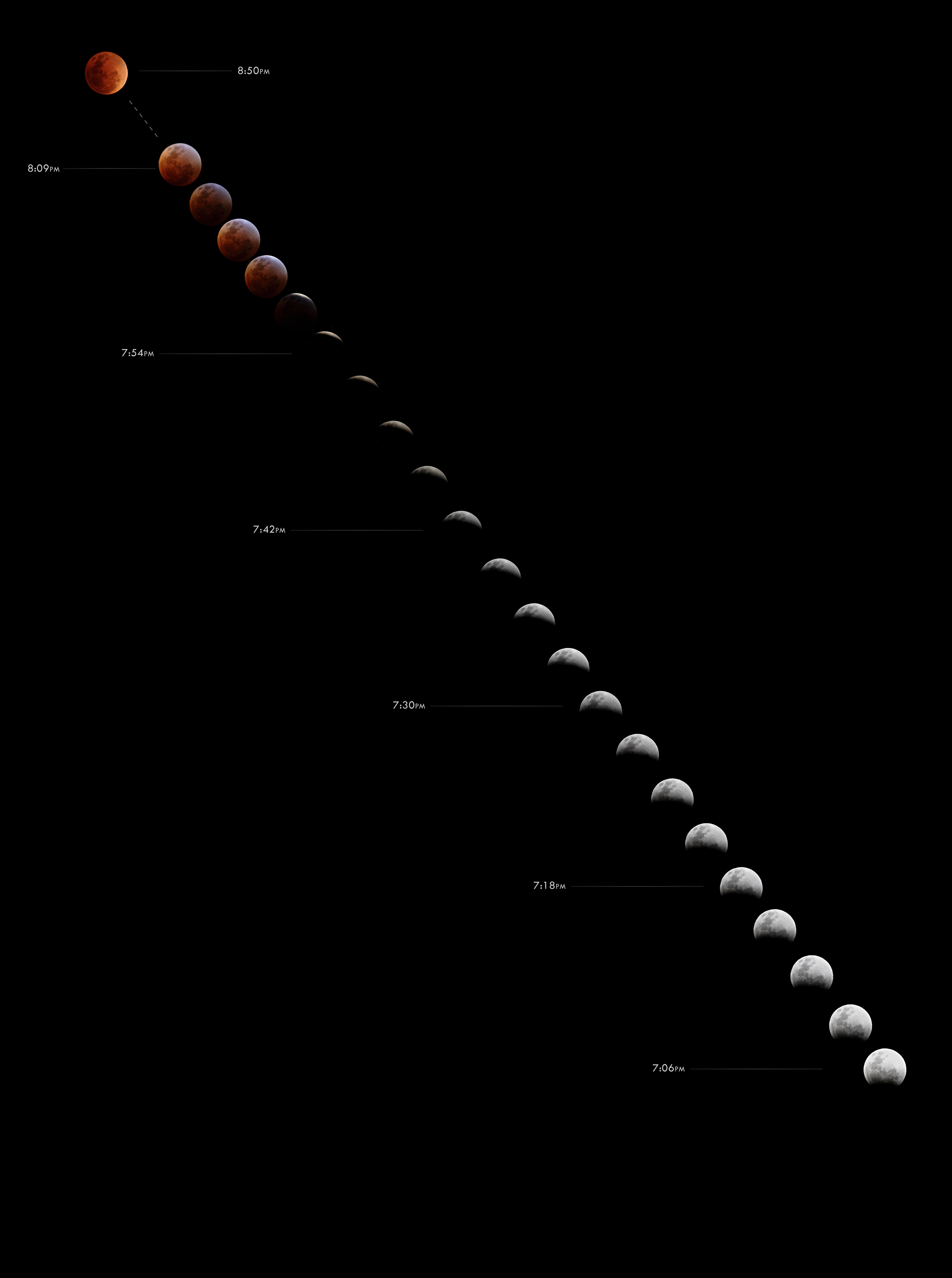
en Swifts Creek, Australia.
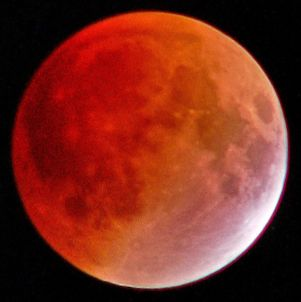
From Sídney, Australia.
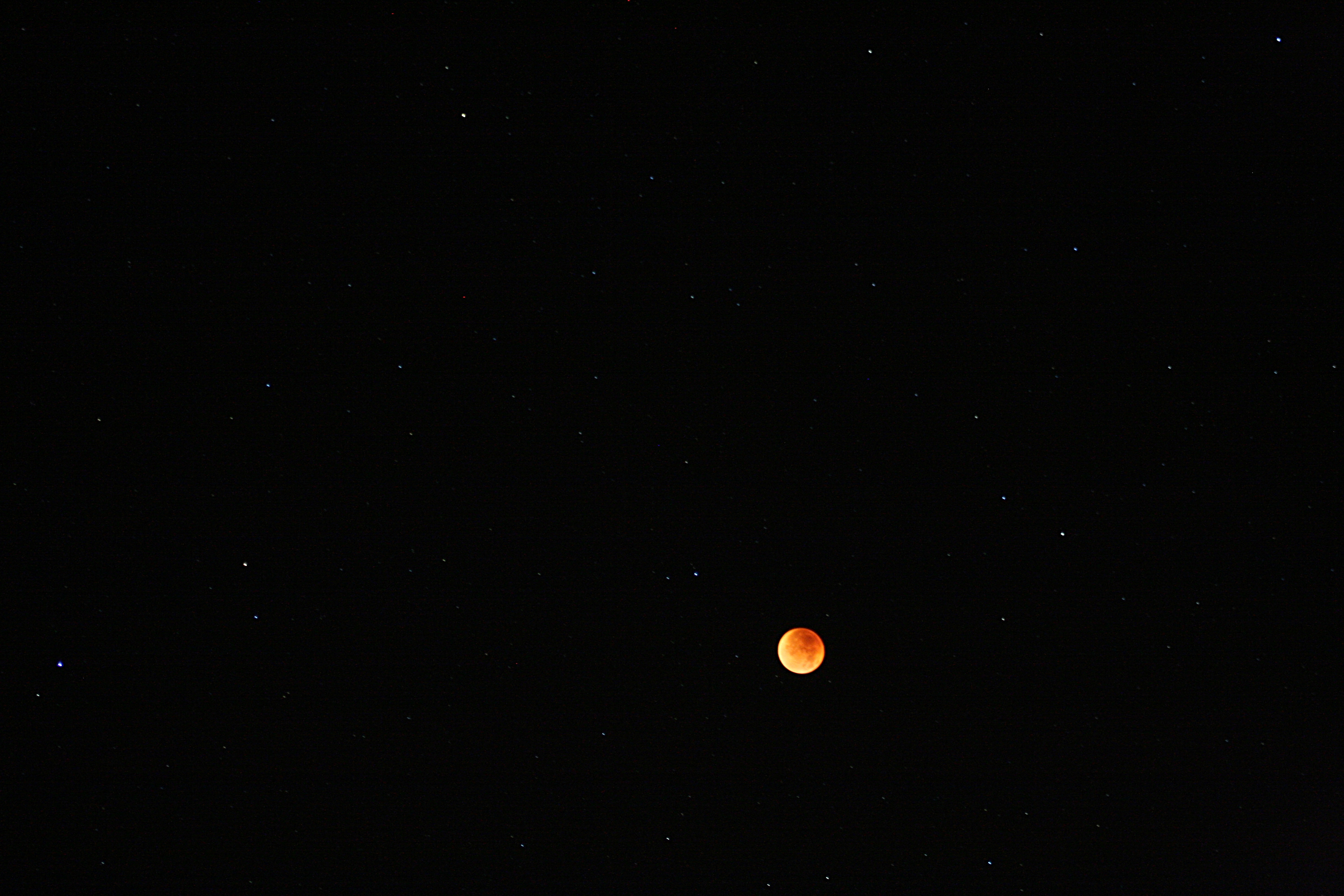
Un ángulo más amplio muestra estrellas alrededor de la luna.
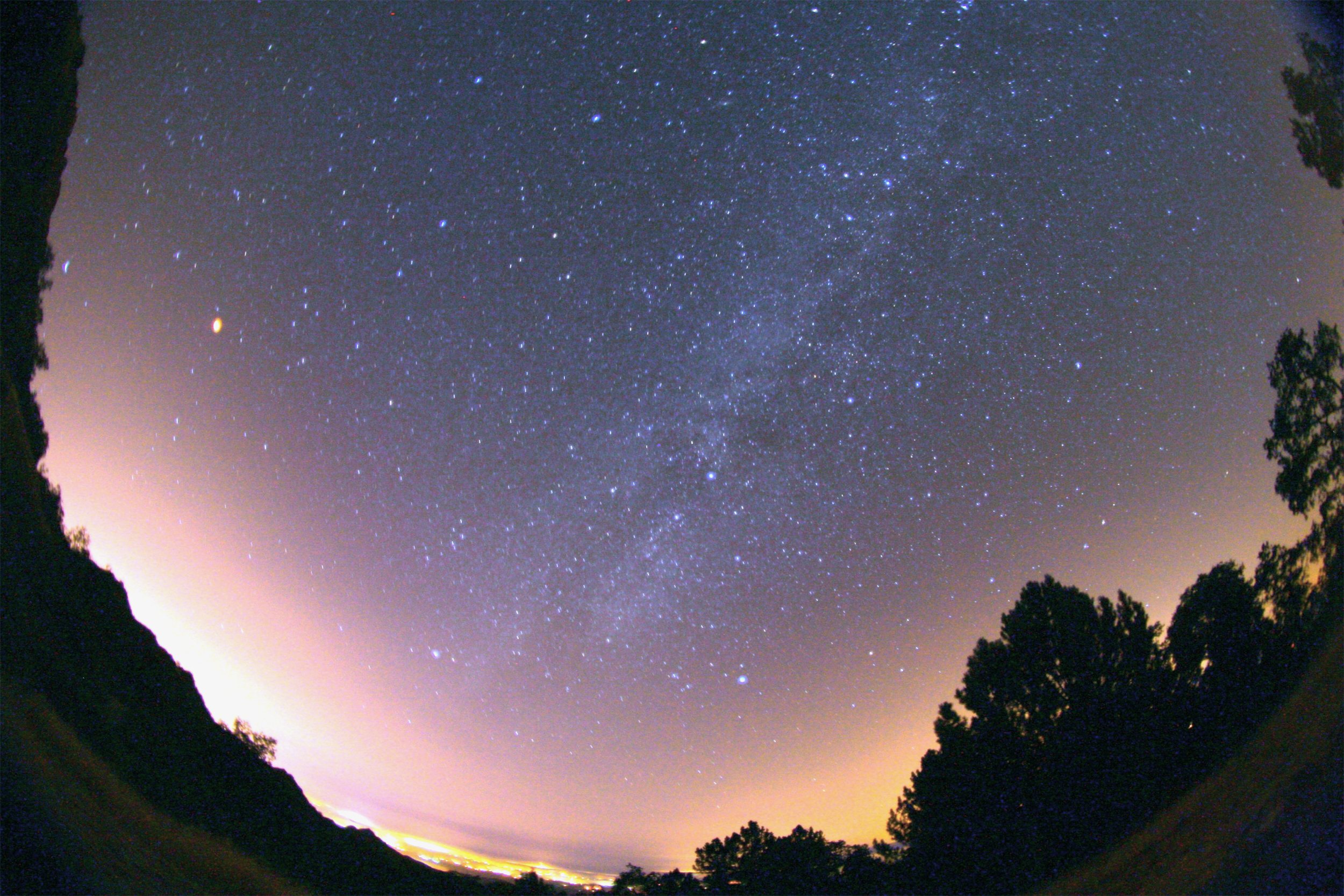
Una vista del cielo completo (luna a la izquierda) muestra la Vía Láctea (a través del centro), que suele ser invisible bajo la luna llena.
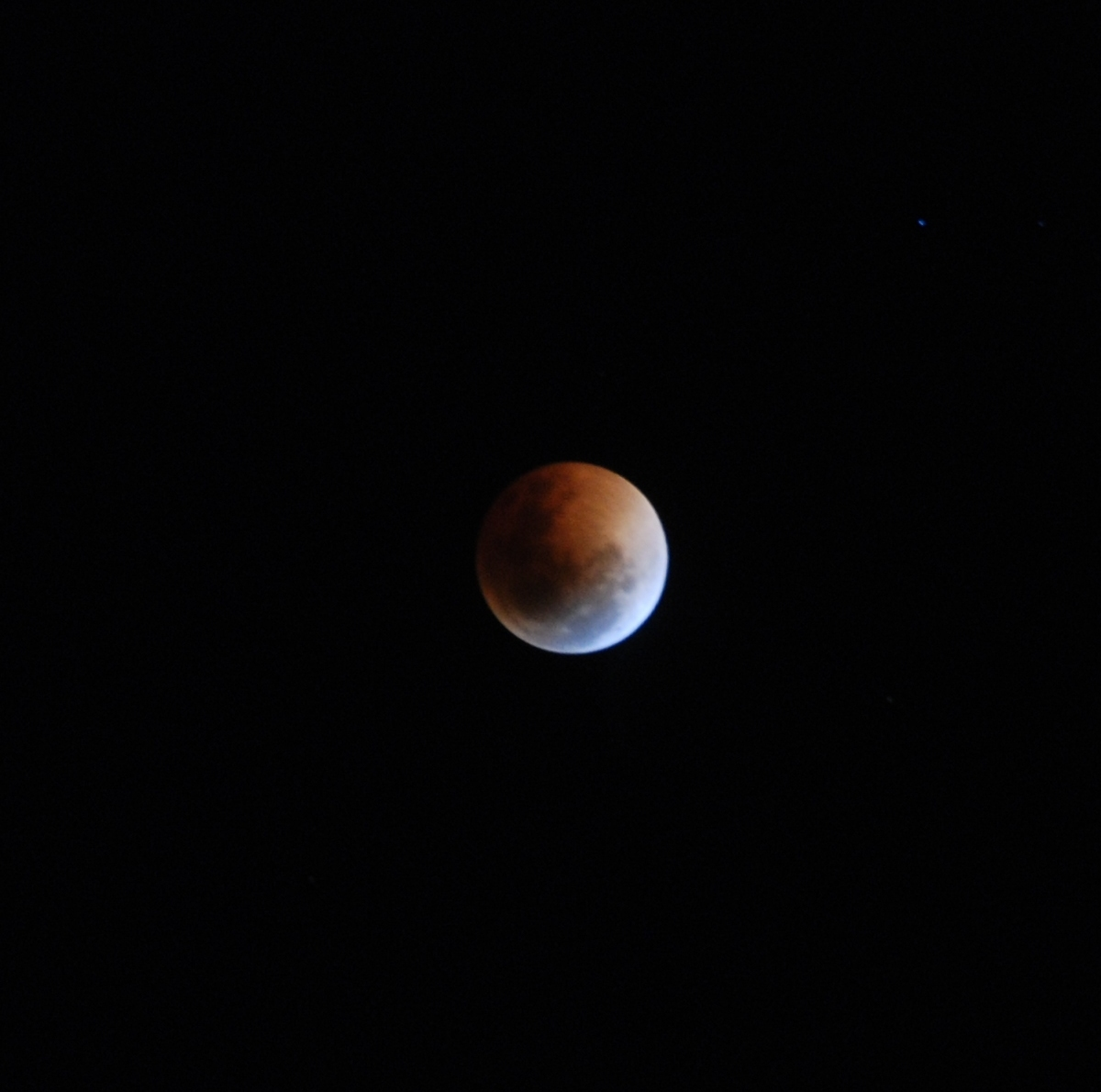
Melbourne, Australia.